# Route nationale 581
Pour les articles homonymes, voir Route nationale 581 (homonymie).
La route nationale 581, ou RN 581, est une ancienne route nationale française reliant Alès à Remoulins, via le Pont du Gard.
À la suite de la réforme de 1972, elle a été déclassée en RD 981.

## Tracé
Les communes traversées sont :
- Alès ;
- Méjannes-lès-Alès ;
- Monteils ;
- Foissac ;
- Serviers-et-Labaume ;
- Uzès ;
- La Bégude de Vers-Pont-du-Gard, commune de Vers-Pont-du-Gard ;
- Pont du Gard ;
- Remoulins.